# Isabella av Brienne
Isabella av Brienne, född 1306, död 1360, var regerande grevinna av Brienne 1356-60, och Lecce och Conversano 1356-57. 